# Schildwache

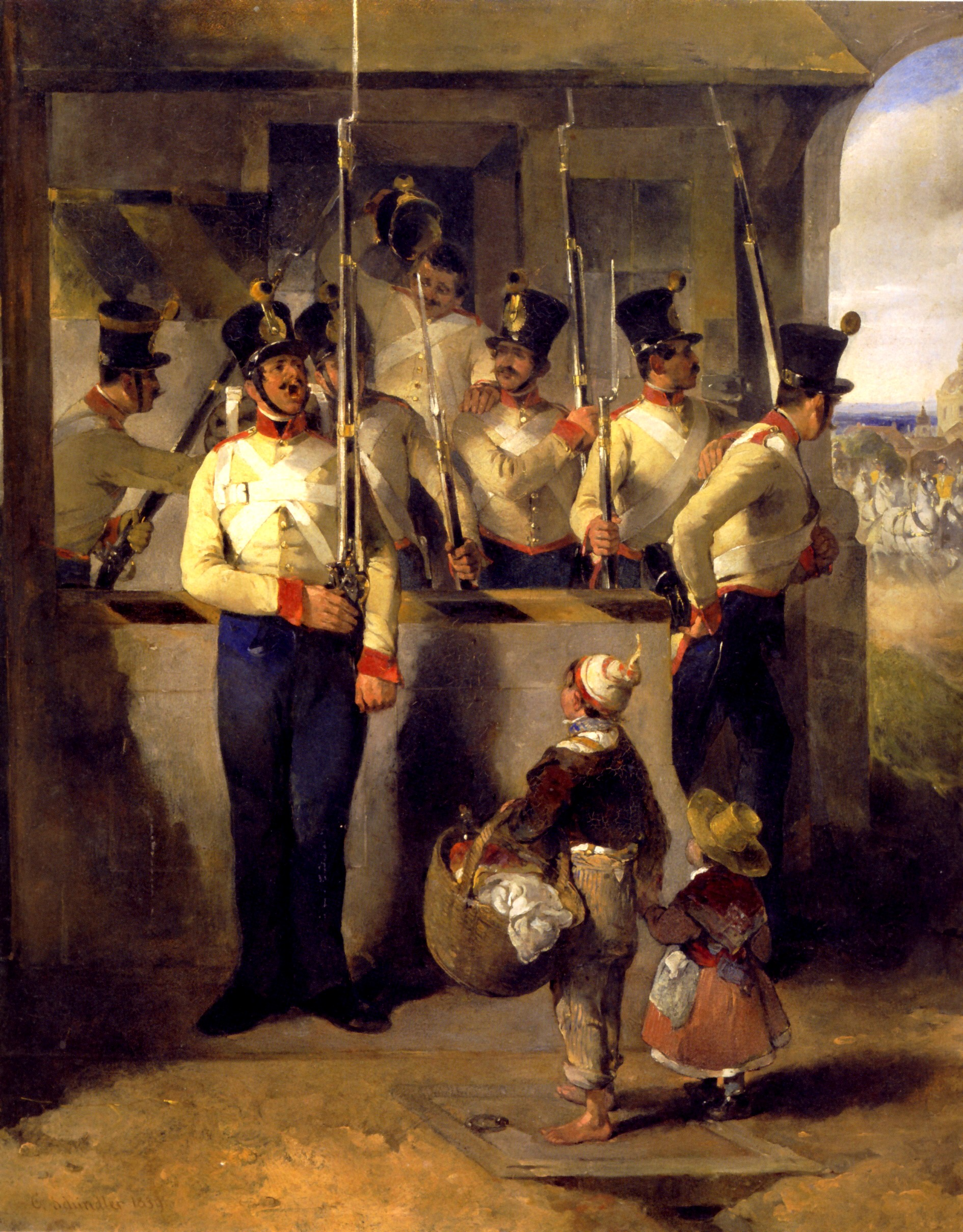
Die Schildwache, in das Gewehr rufend von Carl Schindler, 1839

Schildwachen sind Soldaten, die Wachtdienst leisten.
Ursprünglich hieß so der vor jeder Wache stehende Posten, der die dort aufgehängten oder abgestellten Schilde und Waffen zu bewachen hatte. Schildwache bezeichnete später im weiteren Sinn jeden Einzelposten im Garnison- und Lagerdienst.
Das Wort entstammt dem Mittelhochdeutschen: Schiltwache (-waht(e)).
Johann Christoph Adelung leitet in seinem Grammatisch-kritischen Wörterbuch der Hochdeutschen Mundart das Wort „von dem veralteten schilden, jetzt schildern, warten und sehen, stehen und auf etwas sehen“ ab.

## Straßenbezeichnungen
In Frankfurt-Griesheim gibt es die Straße In der Schildwacht, in Hilpoltstein-Hofstetten die Benennung An der Schildwacht, eine Schildwachtstraße in Bad Rappenau, einen Schildwachtweg in Geislingen an der Steige, in Köln Auf der Schildwache und das Gewässer Schildwachtbach in Mannebach; in Osterode am Harz umschließt die Schildwache den mittelalterlichen Stadtkern; alle in Deutschland.